# Kaçaniku i Vjetër
Kaçaniku i Vjetër (albanska: Kaçaniku i Vjetër, serbiska: Stari Kačanik) är en by i Kosovo. Den ligger i kommunen Kaçanik. Enligt den senaste folkräkningen år 2011 fanns det 1 940 invånare.

## Demografi
| Demografi    | 2011 |
| ------------ | ---- |
| albaner      | 1939 |
| odeklarerade | 1    |